# Élections générales britanniques de 1918 en Écosse
 (décembre 2021).
Si vous disposez d'ouvrages ou d'articles de référence ou si vous connaissez des sites web de qualité traitant du thème abordé ici, merci de compléter l'article en donnant les références utiles à sa vérifiabilité et en les liant à la section « Notes et références ».
Les élections générales britanniques de 1918 se sont déroulées le 14 décembre. L'Écosse envoie 71 membres à la Chambre des communes.

## Résultats
| Partis               | Partis                                       | Voix      | %     | Sièges | +/-           |
| -------------------- | -------------------------------------------- | --------- | ----- | ------ | ------------- |
|                      | Coalition unioniste                          | 336 530   | 29,87 | 28     | Nouveau       |
|                      | Parti travailliste                           | 265 744   | 23,59 | 6      | 3             |
|                      | Coalition libéral                            | 221 145   | 19,63 | 25     | Nouveau       |
|                      | Parti libéral                                | 163 960   | 14,55 | 8      | 49            |
|                      | Parti unioniste                              | 21 939    | 1,95  | 2      | 7             |
|                      | Parti coopératif                             | 19 841    | 1,76  | 0      | en stagnation |
|                      | Coalition travailliste                       | 14 247    | 1,26  | 1      | Nouveau       |
|                      | Coalition national démocrate et travailliste | 12 337    | 1,09  | 0      | Nouveau       |
|                      | Ligue des terres des Highlands               | 8 710     | 0,77  | 0      | en stagnation |
|                      | Parti de la prohibition écossaise            | 5 212     | 0,46  | 0      | 1             |
|                      | Parti national démocrate et travailliste     | 4 297     | 0,38  | 0      | en stagnation |
|                      | Divers                                       | 52 749    | 4,68  | 1      | en stagnation |
|                      |                                              |           |       |        |               |
| Inscrits             | Inscrits                                     |           |       | 71     | 1             |
| Votants              |                                              |           |       |        |               |
| Abstention           |                                              |           |       |        |               |
| Votes blancs et nuls |                                              |           |       |        |               |
| Votes exprimés       | Votes exprimés                               | 1 126 711 |       |        |               |